# Grand prix de l'écriture S.T. Dupont
Le grand prix de l'écriture S.T. Dupont a été créé par la société DAGYP, qui distribue les produits de la société française S.T. Dupont en 1988. Il vise à rendre hommage à l'une des figures de proue de la littérature québécoise.

## Lauréats
- 1988 - Gratien Gélinas
- 1989 - Anne Hébert